# 뱀 아데바요
뱀 아데바요(영어: Bam Adebayo, 영어 발음: /bæm ˌɑːdəˈbaɪoʊ/)로 잘 알려진 이드리스 페미 아데바요(영어: Edrice Femi Adebayo, 1997년 7월 18일~)는 미국의 농구 선수이다. 포지션은 센터와 파워 포워드로 현재 전미 농구 협회(NBA)의 마이애미 히트 소속으로 뛰고 있다. 그는 2017년 NBA 드래프트에서 14위로 마이애미에게 지명되었다. 
국제 대회에서 미국 대표팀 선수로 활동하고 있으며 2020년과 2024년 하계 올림픽에서 금메달을 획득했다.